# Amazing Things
Amazing Things (englisch für „Erstaunliche Dinge“) ist die vierte Studioalbum der englischen Rock-Band Don Broco. Das Album wurde am 22. Oktober 2021 über SharpTone Records veröffentlicht und erreichte Platz eins der britischen Albumcharts.

## Entstehung
Die Band begann Anfang 2020 damit, neues Material zu schreiben. Die Aufnahmen begannen im Dezember 2020 in den Decoy Studios in Woodbridge. Als Produzenten fungierten Jason Perry und Dan Lancaster, die auch schon das Vorgängeralbum Technology produzierten. In dem Lied Uber spielt der Bassist Tom Doyle eine elektrische Duduk. Für die Lieder Manchester Super Reds No. 1 Fan, Gumshield, One True Prince, Uber, Endorphins und Bruce Willis wurden Musikvideos gedreht. Die japanische Version des Albums enthält als Bonus die Lieder Action mit den Gastsängern Caleb Shomo (Beartooth), Tyler Carter (Issues), Taka Moriuchi (One Ok Rock) und Tilian Pearson (Dance Gavin Dance) und Half Man Half God. Beide Titel wurden im Jahre 2019 als alleinstehende Singles veröffentlicht.
Ursprünglich sollte das Album am 17. September 2021 erscheinen. Durch die COVID-19-Pandemie kam es zu Verzögerungen bei der Herstellung der Vinyl-Versionen des Albums, wodurch die Veröffentlichung auf den 22. Oktober 2021 verschoben werden musste. Schließlich konnte an diesem Tag nur die digitale Version des Albums veröffentlicht werden. Die physischen Versionen des Albums wurden erst am 28. Januar 2022 veröffentlicht. Erneut nutzte die Band ungewöhnliche Wege, um die Singles zu promoten. Bei der ersten Single Manchester Super Reds No.1 Fan zu promoten postete die Band auf ihrem Instagram-Kanal haufenweise Bilder des ehemaligen Fußballspielers David Beckham. Bei der zweiten Single Gumshield wurden das Gerücht in die Welt gesetzt, dass Sänger Rob Damiani für einen Boxkampf gegen den Profi Dave Allen trainiere.

## Hintergrund
In Gumshield geht es um die Diskussionskultur in den Sozialen Medien. Sänger Rob Damiani erklärte, dass er ein Gefühl von Furcht und Angst vor den zu erwartenden Reaktionen der Nutzer hatte, wenn er eine Nachricht online stellen wollte. Manchester Super Reds No.1 Fan bezieht sich ebenfalls auf die Sozialen Medien. Menschen würden andere Menschen niedermachen, und ein Großteil dieser destruktiven Negativität kommt von angeblichen Fans von Bands oder Fußballvereinen. Im Fußball würde es Fans geben, die weit über Kritik hinausgehen und andere ungetrübt Schikanieren. Swimwear Season beschäftigt sich mit den Auswirkungen des Klimawandels. Durch die Lockdowns während der COVID-19-Pandemie hätte sich die Natur erholen können. Während in der westlichen Welt viele Dinge als selbstverständlich hingenommen werden müssen Menschen in anderen Teilen der Welt wegen der steigenden Meeresspiegel einen weitaus höheren Preis bezahlen.
Das Lied Anaheim handelt von der gestiegenen Erwartungshaltung an die Band, insbesondere die, die Musiker auf sich selbst haben. Mit One True Prince erinnert sich Rob Damiani selbst, dass er nur ein Typ ist, der versucht, einen Song zu schreiben. Uber handelt von einem Erlebnis, dass die Band im Oktober 2018 mit einem weißen Taxifahrer in New York City hatte. Laut Rob Damiani sah er in den Musikern vier weißen Fahrgäste und begann, sich offen rassistisch zu äußern.

„Er begann mit einer anti-muslimischen Tirade, fragte uns, wie die Situation im Vereinigten Königreich wäre und wie fürchterlich es sein muss, soviele Moslems zu haben. Was sagt man zu so einer Person in diesem Moment?“

Innerhalb einer Woche erlebte die Band zwei weitere, ähnliche Vorfälle mit anderen Fahrern, die die Musiker immer mehr verärgerten. Rob Damiani stellte aber klar, dass sich das Lied nicht gegen Uber als Firma richtet. In dem Titel Bruce Willis wird der gleichnamige Schauspieler mit dessen Spruch „Yippee-Kay-Yay, motherfucker!“ aus dem Film Stirb langsam zitiert. Easter Sunday handelt davon, dass der Vater des Schlagzeugers Matt Donnelly innerhalb von vier Wochen drei seiner Brüder verlor, die allesamt mit COVID-19 infiziert waren.

## Rezeption

### Rezensionen
Marcus Schleutermann vom deutschen Magazin Rock Hard schrieb, dass es die Kunst von Don Broco wäre, „trotz aller verschiedenen Referenzen nicht mal ansatzweise etwas von verklärtem Neunziger-Retro-Recycling hätten“. Die Refrains wären „mal wieder pures Gold und wie für Stadien gemacht“. Schleutermann vergab neun von zehn Punkten. Raphael Siems vom deutschen Magazin Metal Hammer hingegen kritisierte die „vielen Sound-Effekte, mit denen Rob Damianis Gesang ausgeschmückt werden“. Dies würde „manchmal überreizt wirken“ und man würde sich einfach „die klare Stimme herbeiwünschen“. Siems vergab 4,5 von sieben Punkten.

### Chartplatzierungen
| ChartsChartplatzierungen     | Höchstplatzierung | Wochen |
| ---------------------------- | ----------------- | ------ |
| Vereinigtes Königreich (OCC) | 1 (2 Wo.)         | 2      |

Amazing Things stieg zunächst nur auf Platz 91 der britischen Albumcharts ein. Erst nachdem das Album auch in physischer Form erschienen war, kehrte es in die Charts zurück und stieg auf Anhieb auf Platz eins ein.

### Bestenlisten
| Publikation | Liste                      | Platz |
| ----------- | -------------------------- | ----- |
| Kerrang!    | The 50 Best Albums of 2021 | 22    |